# Drosophila imaii
Drosophila imaii este o specie de muște din genul Drosophila, familia Drosophilidae, descrisă de Moriwaki și Toyohi Okada în anul 1967. Conform Catalogue of Life specia Drosophila imaii nu are subspecii cunoscute.